# Троицкое сельское поселение (Пермский край)
Троицкое се́льское поселе́ние — муниципальное образование в Усольском районе Пермского края Российской Федерации.
Административный центр — посёлок Железнодорожный.

## История
Статус и границы сельского поселения установлены Законом Пермской области от 27 декабря 2004 года № 1985-435 «Об утверждении границ и о наделении статусом муниципальных образований Усольского района Пермского края»

## Население
| 2010  | 2012  | 2013  | 2014  | 2015  | 2016  | 2017  |
| ----- | ----- | ----- | ----- | ----- | ----- | ----- |
| 1893  | ↘1871 | ↘1844 | ↘1794 | ↗1795 | ↘1755 | ↘1723 |
| 2018  |       |       |       |       |       |       |
| ↘1714 |       |       |       |       |       |       |

## Состав сельского поселения
| № | Населённый пункт | Тип населённого пункта          | Население |
| - | ---------------- | ------------------------------- | --------- |
| 1 | Железнодорожный  | посёлок, административный центр | ↘1332     |
| 2 | Казарма 192 км   | населённый пункт                | 0         |
| 3 | Кокшарово        | деревня                         | 0         |
| 4 | Николаев Посад   | посёлок                         | 32        |
| 5 | Троицк           | село                            | 14        |
| 6 | Шиши             | деревня                         | 32        |